# USS Albany (CA-123)
USS Albany (CA-123) là một tàu tuần dương hạng nặng của Hải quân Hoa Kỳ thuộc lớp Oregon City được đưa ra hoạt động sau Chiến tranh Thế giới thứ hai. Nó được cải biến thành một tàu tuần dương tên lửa điều khiển vào cuối những năm 1950 với ký hiệu CG-10, trở thành chiếc dẫn đầu của lớp Albany, và đã tiếp tục phục vụ cho đến khi ngừng hoạt động vào năm 1980 và bị tháo dỡ vào năm 1990.

## Thiết kế và chế tạo
Là chiếc tàu chiến thứ tư của Hải quân Mỹ được đặt tên theo thủ phủ của tiểu bang New York, Albany được đặt lườn vào ngày 6 tháng 3 năm 1944 tại Quincy, Massachusetts bởi hãng Bethlehem Steel Company. Nó được hạ thủy vào ngày 30 tháng 6 năm 1945, được đỡ đầu bởi Bà Elizabeth F. Pinckney, và được đưa ra hoạt động vào ngày 15 tháng 6 năm 1946 tại Xưởng hải quân Boston dưới quyền chỉ huy của Thuyền trưởng Đại tá Hải quân Harold A. Carlisle.

## Lịch sử hoạt động

### CA-123
Sau khi được trang bị và một chuyến đi thử máy tại khu vực lân cận vịnh Casco, Maine, Albany bắt đầu hoạt động dọc theo bờ Đông Hoa Kỳ xen kẻ với những chuyến đi đến Tây Ấn. Trong những tháng tiếp theo, chiếc tàu tuần dương mới thực hiện một số chuyến đi nhằm mục đích huấn luyện quân nhân hải quân dự bị cũng như học viên sĩ quan mới. Đến ngày 11 tháng 9 năm 1948, Albany khởi hành từ vịnh Chesapeake cho lượt bố trí đầu tiên cùng với lực lượng Hải quân Hoa Kỳ tại Địa Trung Hải, không lâu trước đó đã được xác lập thường trực thành Đệ Lục hạm đội. Chiếc tàu tuần dương luân phiên năm lượt bố trí cùng Đệ Lục hạm đội cùng các hoạt động dọc theo bờ Đông của Hoa Kỳ và tại vùng biển Đông Ấn, và đã thực hiện ba chuyến đi đến các cảng Nam Mỹ. Trong một chuyến đi như vậy, Albany đã đưa những đại biểu chính thức của Hoa Kỳ tham dự lễ nhậm chức của Tổng thống Brasil vào tháng 1 năm 1951.

### CG-10

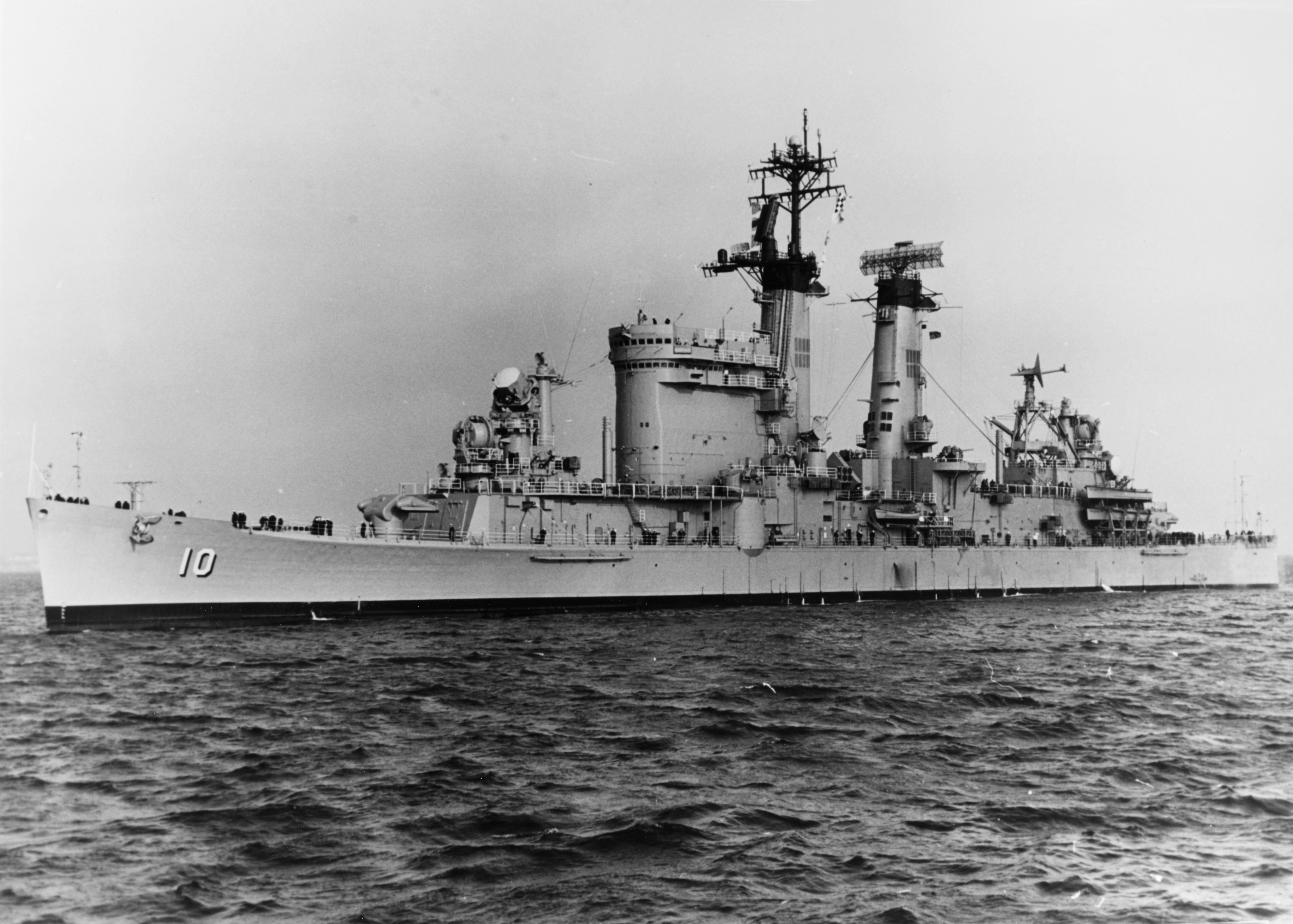
USS Albany (CG-10) trong cảng Boston, ngày 26 tháng 11 năm 1968, với kiểu dáng khác biệt sau khi cải biến thành tàu tuần dương tên lửa điều khiển

Vào ngày 30 tháng 6 năm 1958, Albany được cho ngừng hoạt động tại Xưởng hải quân Boston để bắt đầu cải biến thành một tàu tuần dương tên lửa điều khiển. Đến ngày 1 tháng 11 năm 1958, nó được xếp lại lớp với ký hiệu lườn mới CG-10. Chiếc tàu chiến trải qua bốn năm tiếp theo tại Boston cho công việc tái cấu trúc rộng rãi như một phần của việc cải biến. Nó hoạt động trở lại tại Boston vào ngày 3 tháng 11 năm 1962 dưới quyền chỉ huy của Đại tá Ben B. Pickett. Trong gần năm năm, nó lại luân phiên những lượt bố trí đến các vùng biển châu Âu, cả Địa Trung Hải lẫn Bắc Đại Tây Dương, với những hoạt động dọc theo bờ Đông và tại khu vực Tây Ấn. Trong thời gian này, chiếc tàu tuần dương đã viếng thăm nhiều cảng nước ngoài và tham gia một số cuộc tập trận cùng với những đơn vị của hải quân các nước thân hữu.
Vào ngày 1 tháng 3 năm 1967, một lần nữa Albany được cho ngừng hoạt động tại Xưởng hải quân Boston để cải biến rộng rãi. Sau khoảng 20 tháng, chiếc tàu tuần dương hoạt động trở lại tại Boston vào ngày 9 tháng 11 năm 1968 dưới quyền chỉ huy của Đại tá Robert C. Peniston. Vào năm 1973 con tàu được đại tu tại Xưởng hải quân Philadelphia, nó lại hoạt động vào tháng 5 năm 1974, đặt cảng nhà tại Norfolk, Virginia dưới quyền chỉ huy của Đại tá John J. Ekelund. Không lâu sau đó, nó trở thành soái hạm của Đệ Nhị hạm đội, và từ năm 1976 đến năm 1980, Albany là soái hạm của Đệ Lục hạm đội, đặt cảng nhà tại Gaeta, Ý. Nó được cho ngừng hoạt động vào ngày 29 tháng 8 năm 1980 và bị tháo dỡ vào năm 1990. Một phần mũi tàu của nó hiện đang đặt tại Albany County Fairgrounds ở Altamont, New York.

## Phần thưởng[1]
| Bronze star |  |  |
|             |  |  |

| Đơn vị Tuyên dương Hải quân với 1 Ngôi sao Chiến trận | Đơn vị Tuyên dương Hải quân với 1 Ngôi sao Chiến trận | Dãi băng Hiệu quả Chiến trận với ba dấu "E" | Dãi băng Hiệu quả Chiến trận với ba dấu "E"                     |
| Huân chương Chiến thắng Thế Chiến II                  | Huân chương Phục vụ Chiếm đóng Hải quân               | Huân chương Phục vụ Chiếm đóng Hải quân     | Huân chương Phục vụ Phòng vệ Quốc gia với 1 Ngôi sao Chiến trận |